# Warwick Bridge
Warwick Bridge is een plaats het district City of Carlisle in het Engelse graafschap Cumbria. Het dorp is gelegen aan de rivier de Eden. Het omvat ook de dorpen Corby Hill en Little Corby. 
De brug over de Eden, waaraan het dorp zijn naam dankt, werd in 1837 gebouwd door de architect John Dobson. Warwick Bridge heeft een kerk, de 'Our Lady and St Wilfred Church' uit 1841. Daarnaast heeft het dorp een postkantoor en twee relatief grote landhuizen, 'Warwick Hall' en 'Holme Eden Hall'.